# Liste der Kulturdenkmäler in Asbach (Westerwald)
In der Liste der Kulturdenkmäler in Asbach sind alle Kulturdenkmäler der rheinland-pfälzischen Ortsgemeinde Asbach einschließlich der Ortsteile Altenburg, Bennau, Büsch, Drinhausen, Ehrenstein, Germscheid, Heide, Hussen, Köttingen, Krumbach, Limbach, Löhe, Niedermühlen, Oberplag, Rindhausen, Schöneberg, Sessenhausen, Thelenberg und Wester aufgeführt. In den übrigen 25 Ortsteilen sind keine Kulturdenkmäler ausgewiesen. Grundlage ist die Denkmalliste des Landes Rheinland-Pfalz (Stand: 9. Februar 2023).

## Einzeldenkmäler
| Bezeichnung                                                                | Lage                                                  | Baujahr                            | Beschreibung | Bild                                    |
| -------------------------------------------------------------------------- | ----------------------------------------------------- | ---------------------------------- | --- | --------------------------------------- |
| Wegekreuz                                                                  | Asbach, Flammersfelder Straße Lage                    | 1865                               | Wegekreuz, bezeichnet 1865 | Fotos hochladen                         |
| Katholische Pfarrkirche St. Laurentius                                     | Asbach, Hauptstraße Lage                              | um 1230                            | Westturm, um 1230; neugotisches Langhaus, 1867–71, Architekt Vincenz Statz, Köln, 1945 zerstört, 1946–51 verändert wiederaufgebaut; Sandsteinkreuz, um 1800 (?); zahlreiche Grabkreuze, 17. und 18. Jahrhundert     | weitere Bilder Fotos hochladen          |
| Wohnhaus                                                                   | Asbach, Hauptstraße 32 Lage                           | spätes 17. Jahrhundert             | stattliches Fachwerkhaus, Krüppelwalmdach, wohl noch aus dem 17. Jahrhundert | BW                                      |
| Alte Apotheke                                                              | Asbach, Hauptstraße 35 Lage                           | um 1860                            | stattliches Wohn- und Geschäftshaus in neugotischen Formen, um 1860 | BW                                      |
| Quereinhaus                                                                | Asbach, Hospitalstraße 27 Lage                        | 19. Jahrhundert                    | Fachwerk-Quereinhaus, 19. Jahrhundert | BW                                      |
| Hofanlage                                                                  | Asbach, Marktstraße 16 Lage                           | 19. Jahrhundert                    | Hofanlage; Fachwerk-Quereinhaus, teilweise massiv, Fachwerkscheune, 19. Jahrhundert | BW                                      |
| Wegekreuz                                                                  | Asbach, Müllerstraße, bei Nr. 4 Lage                  | 1877                               | Wegekreuz, Sandstein, bezeichnet 1877 | Fotos hochladen                         |
| Ortsbefestigung                                                            | Asbach, Wallstraße, hinter Nr. 1 und 3 Lage           |                                    | Abschnitt der mittelalterlichen Wallanlage | Fotos hochladen                         |
| Ortsbefestigung                                                            | Asbach, Wallstraße, bei Nr. 2 Lage                    |                                    | Abschnitt der mittelalterlichen Wallanlage | BW                                      |
| Grabkreuze                                                                 | Asbach, Wallstraße, Ecke Bitzenstraße Lage            | 17. oder 18. Jahrhundert           | sechs barocke Grabkreuze, in die Anlage des Kriegerdenkmals integriert | BW                                      |
| Wohnhaus                                                                   | Altenburg, südlich des Ortes (Kaltehöhe) Lage         | 18. und 19. Jahrhundert            | Fachwerkhaus einer Hofanlage, teilweise verkleidet, 18. und 19. Jahrhundert | BW                                      |
| Wegekreuz                                                                  | Bennau, Basaltstraße, vor Nr. 17 Lage                 | um 1880                            | Wegekreuz, um 1880 | BW                                      |
| Quereinhaus                                                                | Büsch, Nr. 11 Lage                                    | 18. Jahrhundert                    | stattlicher Wohnteil eines Fachwerk-Quereinhauses, teilweise verkleidet, 18. Jahrhundert | BW                                      |
| Wegekreuz                                                                  | Büsch, südöstlich des Ortes an der K 48 Lage          | 1869                               | Wegekreuz; Sandstein, bezeichnet 1869 (?) | BW                                      |
| Hofanlage                                                                  | Drinhausen, Zum Bierkeller 12 Lage                    | 17. Jahrhundert                    | Hofanlage; kleines Fachwerkhaus mit Niederlass, im Kern aus dem 17. Jahrhundert, Fachwerkanbau und Fachwerkscheune, 19. Jahrhundert                                                                                 | BW                                      |
| Kloster Ehrenstein                                                         | Ehrenstein, Kreuzbruderweg 1 Lage                     | 1477 und 1486                      | spätgotische Dreifaltigkeitskirche, wohl von 1477 und 1486; vom Kloster nur der im Kern spätgotische Westtrakt erhalten, wohl von 1495, mit Resten des ehemaligen Kreuzgangs; vor der Kirche Kreuz, bezeichnet 1694 | weitere Bilder Fotos hochladen          |
| Burg Ehrenstein                                                            | Ehrenstein, nördlich des Klosters Lage                | um 1331                            | Ruine, Umfassungsmauern bis 8 m Höhe, Wohngebäude bis zum zweiten Geschoss sowie Rundturm und Schalenturm der spätestens im 14. Jahrhundert errichteten, 1623–34 zerstörten Anlage; Geschützturm, 16. Jahrhundert   | weitere Bilder Fotos hochladen          |
| Rochuskapelle                                                              | Ehrenstein, nordwestlich des Ortes an der L 269 Lage  | 1761                               | Putzbau mit Dachreiter, bezeichnet 1761 | weitere Bilder Fotos hochladen          |
| Hofanlage                                                                  | Germscheid, Bonner Straße 32 Lage                     | zweite Hälfte des 19. Jahrhunderts | Zweiseithof, zweite Hälfte des 19. Jahrhunderts; Fachwerk-Quereinhaus, teilweise massiv, Fachwerkscheune | BW                                      |
| Wegekapelle                                                                | Germscheid, Ringstraße, zwischen Nr. 28 und 30 Lage   | 18. oder 19. Jahrhundert           | Wegekapelle; kleiner Putzbau aus dem 18. oder 19. Jahrhundert als Kriegergedächtnis des Ersten und Zweiten Weltkriegs                                                                                               | Fotos hochladen                         |
| Unglückskreuz                                                              | Heide, südlich des Ortes an der K 70                  | 1888                               | Schaftkreuz, bezeichnet 1888 | Direkt Bild zu diesem Denkmal hochladen |
| Wohnhaus                                                                   | Hussen, Asbacher Straße 5 Lage                        | 18. Jahrhundert                    | stattliches Fachwerkhaus, 18. Jahrhundert, im 19. Jahrhundert verbreitert | BW                                      |
| Wohnhaus                                                                   | Hussen, Asbacher Straße 14 Lage                       | zweite Hälfte des 19. Jahrhunderts | Wohnhaus mit Zierverschieferung, zweite Hälfte des 19. Jahrhunderts; Gesamtanlage mit Fachwerkscheune und zweitem Nebengebäude                                                                                      | BW                                      |
| Quereinhaus                                                                | Köttingen, Bennauer Straße 6 Lage                     | 17. Jahrhundert                    | Fachwerk-Quereinhaus, im Kern aus dem 17. Jahrhundert, erweitert im 18. Jahrhundert und später | BW                                      |
| Quereinhaus                                                                | Krumbach, Nr. 8 Lage                                  | 18. Jahrhundert                    | Fachwerk-Quereinhaus, 18. Jahrhundert | BW                                      |
| Katholische Kirche Maria Rosenkranzkönigin                                 | Limbach, Altenkirchener Straße Lage                   | 1889                               | dreiachsiger gotisierender Saalbau, 1889; Kreuzigungsgruppe, bezeichnet 1859 und 1909 | weitere Bilder Fotos hochladen          |
| Kriegerdenkmal                                                             | Limbach, Altenkirchener Straße, auf dem Friedhof Lage | um 1920                            | Kriegerdenkmal 1914/18 mit Christusfigur | Fotos hochladen                         |
| Quereinhaus                                                                | Limbach, Im Winkel 12 Lage                            | 19. Jahrhundert                    | kleines Fachwerk-Quereinhaus mit Niederlass, 19. Jahrhundert | BW                                      |
| Wegekreuz                                                                  | Löhe, Eitorfer Straße, hinter Nr. 4 Lage              | 1888                               | Wegekreuz, bezeichnet 1888 | BW                                      |
| Wohnhaus                                                                   | Löhe, Eitorfer Straße 13 Lage                         | um 1800                            | stattliches Fachwerkhaus, um 1800 | BW                                      |
| Hofanlage                                                                  | Löhe, Eitorfer Straße 19 Lage                         | 18. Jahrhundert                    | zweizoniger Wohnteil einer Hofanlage, Zierfachwerk aus dem 18. Jahrhundert | BW                                      |
| Hofanlage                                                                  | Löhe, Eitorfer Straße 20 Lage                         | zweite Hälfte des 19. Jahrhunderts | Dreiseithof; Wohnhaus mit Zierverschieferung, zweite Hälfte des 19. Jahrhunderts; Vorgarten mit Einfriedung, Hofbäumen und Wegekreuz                                                                                | BW                                      |
| Wohnhaus                                                                   | Niedermühlen, Nr. 2 Lage                              | erste Hälfte des 19. Jahrhunderts  | stattliches Fachwerkhaus, teilweise massiv, erste Hälfte des 19. Jahrhunderts | BW                                      |
| Katholische Wallfahrts- und Rektoratskirche zur Schmerzhaften Muttergottes | Niedermühlen, Zur Wallfahrtskapelle Lage              | 1892/93                            | achtseitiger gotisierender Zentralbau, 1892/93, Architekten Carl Rüdell und Richard Odenthal, Köln; Chor 1861/62, Architekt Vincenz Statz, Köln                                                                     | BW                                      |
| Wegekreuz                                                                  | Oberplag, Am Spielhügel, bei Nr. 17 Lage              | 1884                               | Wegekreuz, bezeichnet 1884 | BW                                      |
| Quereinhaus                                                                | Oberplag, Im Weidchen 3 Lage                          | 18. Jahrhundert                    | zweizoniger Wohnteil eines Quereinhauses mit Niederlass, Fachwerk aus dem 18. Jahrhundert | BW                                      |
| Wohnhaus                                                                   | Parscheid, Parscheider Straße 3 Lage                  | 18. Jahrhundert                    | Fachwerkhaus mit Niederlass, teilweise verkleidet, 18. Jahrhundert | BW                                      |
| Hofhaus                                                                    | Parscheid, Parscheider Straße 19 Lage                 | vor 1700                           | Hofhaus einer ehemals ritterschaftlichen Hofanlage; stattlicher Krüppelwalmdachbau, im Kern vor 1700 | BW                                      |
| Quereinhaus                                                                | Rindhausen, Rindhausener Straße 11 Lage               | um 1850                            | Fachwerk-Quereinhaus, Mitte oder zweite Hälfte des 19. Jahrhunderts | BW                                      |
| Wegekreuz                                                                  | Rindhausen, Rindhausener Straße, bei Nr. 20 Lage      | 1881                               | Wegekreuz, Sandstein, bezeichnet 1881 | BW                                      |
| Wohnhaus                                                                   | Schöneberg, südöstlich des Ortes (Diefenau 1) Lage    | um 1800                            | siebenachsiger eingeschossiger Krüppelwalmdachbau, Bruchstein, Ende des 18. Jahrhunderts oder um 1800 | BW                                      |
| Katholische Kapelle St. Florinus                                           | Schöneberg, südwestlich des Ortes (Ütgenbach) Lage    | 12. Jahrhundert                    | kleiner Saalbau, 12. Jahrhundert | Fotos hochladen                         |
| Wegekreuz                                                                  | Sessenhausen, bei Nr. 7 Lage                          | 1878                               | Wegekreuz, bezeichnet 1878 | BW                                      |
| Wegekreuz                                                                  | Thelenberg, bei Nr. 8 Lage                            | 18. oder 19. Jahrhundert           | Wegekreuz, Holz, 18. oder 19. Jahrhundert | BW                                      |
| Thelenbergermühle                                                          | Thelenberg, südwestlich des Ortes Lage                | 18. Jahrhundert                    | Fachwerkhaus mit Nebengebäuden, 18. Jahrhundert | BW                                      |
| Hofanlage                                                                  | Wester, Nr. 3 Lage                                    | 17. Jahrhundert                    | Hofanlage, ehemaliger Zehnthof (?); Fachwerkhaus, teilweise massiv, 17. Jahrhundert, Fachwerkscheune aus dem 18. oder 19. Jahrhundert                                                                               | BW                                      |

## Ehemalige Kulturdenkmäler
| Bezeichnung | Lage                      | Baujahr         | Beschreibung | Bild |
| ----------- | ------------------------- | --------------- | --- | ---- |
| Quereinhaus | Sessenhausen, Nr. 13 Lage | 18. Jahrhundert | kleines Fachwerk-Quereinhaus, 18. Jahrhundert, mit einem Fachwerkanbau, 19. Jahrhundert; aus Denkmalliste gelöscht und abgebrochen | BW   |